# Чешская философия
Чешская философия (чеш. Česká filozofie) начала формироваться в эпоху национального пробуждения, которое в конечном счете привело появлению Чешского государства. Истоки этой духовной традиции относят к зарождению религиозно-философской рефлексии на чешской почве, связанной с именем религиозного реформатора Яна Гуса. Первым собственно чешским мыслителем считается Ян Коменский, который разделял взгляды и представления своего века.
Первые деятели чешского национально-освободительного движения, возникшего еще в XVIII в. и получившего название «будителей», были учеными-просветителями. Они начали с возрождения чешской исторической науки и языкознания. Большое прогрессивное значение имела пропаганда идеи принадлежности чехов к семье родственных славянских народов. Все свои упования наиболее выдающиеся чешские просветители этого периода — естествоиспытатель Штернберг и особенно Йозеф Добровский связывали с будущностью славянства.
В XIX веке Чехия становится очагом распространения панславизма (Шафарик). Первый панславистский конгресс проходит в 1848 году в Праге. На нем утверждаются флаг и гимн славян, однако контуры решения славянского вопроса остается открытым. Идеи панславизма отчасти были вдохновлены немецкой философией и отталкивались от концепции пангерманизма. Вскоре радикальный панславизм уступает место более умеренным идеям австрославизма (Палацкий), согласно которым чехи должны выступать в рамках австрийской империи.
В начале XX века появляется тема чешской самобытности, которую развивает Масарик - первый президент Чехословакии. Чешский народ воспринимается как носитель идей свободы, правды и гуманизма, которые восходят к чешской реформации (гуситы).
В XX веке самым авторитетным чешским философом становится Ян Паточка - ученик Гуссерля (уроженца Чехии) и представитель феноменологии на чешской почве. Паточка порывает с различными версиями панславизма и выступает за европейскую идентичность чехов. Народ им понимается исключительно как политико-гражданское состояние чуждое мистики языка и происхождения.